# Tragiella natalensis
Tragiella natalensis är en törelväxtart som först beskrevs av Otto Wilhelm Sonder, och fick sitt nu gällande namn av Ferdinand Albin Pax och Käthe Hoffmann. Tragiella natalensis ingår i släktet Tragiella och familjen törelväxter. Inga underarter finns listade i Catalogue of Life.